# Badesi nyelv
A badesi nyelv egy besorolatlan indoeurópai (azon belül indoiráni), erősen veszélyeztetett nyelv, amelyet Pakisztánban, Bishigram Valleyben beszélnek. A nyelv mára már a kihalás szélénél tart, és a BBC 2018-ban csak 3 férfit talált, aki még mindig tudott badesiül (Said Gül, Ali Sher és Rahim Gül). Vallomásuk szerint a nyelvet egykor a faluban 9-10 család használta a mindennapokban, de egy idő múlva a torwali nyelv lett domináns.

## Alapmondatok
- Meen naao Rahim Gul thi - A nevem Rahim Gül.
- Meen Badeshi jibe aasa - Badesiül beszélek.
- Theen haal khale thi? - Hogy vagy?
- May grot khekti - Ettem.
- Ishu kaale heem kam ikthi - Nincs túl sok hó idén.

## Fordítás
Ez a szócikk részben vagy egészben  a   Badeshi című angol Wikipédia-szócikk fordításán alapul.  Az eredeti cikk szerkesztőit annak laptörténete sorolja fel. Ez a jelzés csupán a megfogalmazás eredetét és a szerzői jogokat jelzi, nem szolgál a cikkben szereplő információk forrásmegjelöléseként.